# Xiphidiopsis fischerwaldheimi
Xiphidiopsis fischerwaldheimi is een rechtvleugelig insect uit de familie sabelsprinkhanen (Tettigoniidae). De wetenschappelijke naam van deze soort is voor het eerst geldig gepubliceerd in 1993 door Gorochov.